# Emo
Emo（有譯作情緒搖滾或情感硬核）是硬蕊龐克樂的一個子類別。1980年代中期在華盛頓特區舉行的硬核龐克運動中，它成為後硬核的風格，在當時被稱為情感硬核或emocore，由Rites of Spring和Embrace等樂團所開創。1990年代初期emo經由另類搖滾和獨立搖滾及流行龐克改造，像是Jawbreaker樂團、Sunny Day Real Estate樂團、Weezer樂團和Jimmy Eat World樂團。1990年代中期Braid樂團、Promise Ring樂團和Get Up Kids樂團、American Football等在美國中西部地区中脫穎而出，Midwest Emo由此得名，許多獨立唱片公司開始專注發掘此種樂風。同時期更具侵略性的尖叫聲（Screamo）風格出現了，由加州聖地牙哥的Heroin和Antioch Arrow等樂團率先推出。

## 起源
Emo音乐逐渐成形于那些活跃于1980年代华盛顿音乐风潮中的那些乐團。后来的几年，“Emocore”一词被当作“Emotional Hardcore”（情感化硬核）的缩写。同样地，这一词也用来形容华盛顿音乐风潮和由些引发的其他地区的音乐潮流。Emo这一词产生于这样一个既成的事实：即乐队的成员有时会在表演中自然而然地出现情绪化的表现（如情绪激动、潸然泪下等表现）。这一时期中最有名的艺人/乐團有Rites of Spring、Embrace、One Last Wish、Beefeater、Gray Matter、Fire Party和稍后的Moss Icon。但是在进入1990年代后，伴随着大量乐團的出现，Emo的第一次浪潮逐渐退去。
1990年代中期后，Emo一词开始反映出独立乐界的发展情况，Fugazi这支从第一次浪潮中分流出来的乐團对于随后Emo音乐浪潮的发展和影响绝对不可小视。而包括Sunny Day Real Estate和Texas Is the Reason在内的一些乐團则将此种音乐向独立音乐的方向上推的更远，即更加的旋律化并比前辈更加的规整。被称之为“独立情感”的音乐风潮一直存在到1990年代的末期，随后许多乐團要么是解散，要么是将他们的音乐风格改成了主流。
对于那些进入主流圈子的独立情感乐團，新一些的乐團开始了模仿主流风格的道路，从而创造出一种从属于大众文化的“Emo”。然后即使是在过去，Emo一词也被用来指代很多音乐风格的乐團；今日被归于情绪核的乐團的范围刚更为宽广，从而使得“Emo”一词变为一种很宽松的音乐风格名词，而非用来特指某种音乐的类型。

## 历史
伴随着硬核音乐的突飞猛进，Emo——Emo这种音乐风格随之产生。Emo在1990年代的晚些时候成为地下摇滚的重要的生力军，并一直持续影响到今日的龐克和独立摇滚的风格。有些emo更前卫些，充斥着大量复杂的吉他编配、比较古怪的歌曲创作结构、艺术化的噪音和动态极大的变化效果。有些emo更接近于龐克-流行风格，虽然要更复杂些。Emo的词作个人化色彩极强，通常要么是自由化的诗性化写作，要么就是非常个人化的忏悔。虽然比起硬核音乐来Emo远不是那么男性化，emo却是诚实与反商业的硬核音乐的直系后裔。由于认识到做作而虚伪的商业化音乐根本不能表达真实的情感，Emo应运而生。因为emo追求超越理性的真实而深刻的情感发泄，这种风格以热衷于冲击情感表达的极限见长。
给Emo铺路的是Hüsker Dü在1984年发行的里程碑式专辑Zen Arcade，它帮助了其他硬核乐團如何能抓住更为个人化的主题，并写出更动听更具技术性的歌曲。Emo在制造出了诸如Minor Threat与Bad Brains这样的乐队的华盛顿硬核音乐圈中展露头角。“Emo”一词最早用来形容那些热衷于使用比咆哮和嘶吼这种唱腔更具表现力、感染力的演唱方式的硬核乐團，首支真正的Emo乐團是Rites of Spring，随后是前Minor Threat乐團的主唱Ian MacKaye组建的短命的乐團Embrace。MacKaye创建的Dischord唱片厂牌成为了华盛顿特区Emo音乐成长的支柱，发行过的作品包括了Rites of Srping, Dag Nasty, Nation of Ulysses及MacKaye与Rites of Spring成员合作的乐團——Fugazi。Fugazi乐队可以说是定义了早期的Emo风格，他们不但招揽了另类摇滚音乐的听众，而且因为反商业的绝不妥协的态度而得到媒体的报道。
除了Dischord唱片的中坚地位，多数早期的Emo都很地下。那些流星般出现的乐團在小厂牌下只是录制发行了少量的黑胶唱片；有些演唱者在舞台上演唱到歌曲的高潮部分会在情到深处时潸然泪下，这引起了纯硬核音乐分子的嘲笑。尽管有Fugazi的出现，但是Emo音乐真正的出头之日还是在1990年代中叶时出现的乐團Sunny Day Real Estate（SDRE），他们早期的作品在很多人看来是定义了后来的Emo的风格。他们将Fugazi粗糙的吉他演奏精练、加上西雅图的垃圾乐之声、配上直接的前进摇滚和低吟的人声，使得后来出现成千上万的模仿者，学习他们表现力强的旋律和自省的神秘主义式创作。

## 今日的Emo
而新生代的一些乐團，则将Emo中典型的扭曲古怪的内省式创作与朗朗上口的流行龐克合而为一，代表作如Weezer乐團的专辑《Pinkerton》。当一些艺人继续着在Fugazi的道路上继续前行时（包括Quicksand和Drive Like Jehu乐團），多数1990年代的Emo乐團已经借鉴并综合了Fugazi、Sunny Day Real Estate和Weezer的东西。乐團如Promise Ring、the Get Up Kids、Braid、Texas Is the Reason、Jimmy Eat World、Joan of Arc和Jets to Brazil引发了独立摇滚界的一轮跟风，并使得Emo这种音乐风格在千禧年之际成为地下摇滚风格中更为大众化、流行化的一种风格。

## 外部連結
- EmoLife.ru - emo in russia（页面存档备份，存于）